# Lanterne
Die Lanterne ist ein Fluss in Frankreich, der im Département Haute-Saône in der Region Bourgogne-Franche-Comté verläuft.

## Verlauf
Die Lanterne entspringt im westlichen Teil des Regionalen Naturparks Ballons des Vosges, in der Gemeinde La Lanterne-et-les-Armonts, im Seengebiet Plateau des Mille Étangs. Sie entwässert anfangs in südwestlicher Richtung, dreht dann auf Nordwest und fließt in ihrem Unterlauf wieder gegen Südwest. Sie mündet nach rund 64 Kilometern im Gemeindegebiet von Conflandey als linker Nebenfluss in die Saône.

## Zuflüsse
- Gravissière (links)
- Lambier (rechts)
- Ruisseau du Vay de Brest (rechts)
- Ruisseau de Perchie (links)
- Mauvais Treil (links)
- Ruisseau du Bas (links)
- Ruisseau de la Mouroie (links)
- Ruisseau de la Prairie (links)
- Ruisseau des Vaux (rechts)
- Breuchin (rechts)
- Ravonnage (rechts)
- Rôge (rechts)
- Ruisseau de Rohan (links)
- Ruisseau de l'Etang Monsier (links)
- Ruisseau de la Prairie (links)
- Sémouse (rechts)
- Ruisseau de Chaufours (links)
- Ruisseau de Biffotte (rechts)
- Ruisseau des Canes (rechts)
- Ruisseau de Courcelles (rechts)
- Ruisseau de la Raie des Combes (links)
- Noue de la Marcelle (rechts)
- Creusotte (links)
- Noe Doit (rechts)
- Ruisseau de en la Cour (links)
- Ruisseau de Ronde Tête (rechts)
- Noue Rouge (rechts)

## Orte am Fluss
- Lantenot
- Franchevelle
- La Chapelle-lès-Luxeuil
- Baudoncourt
- Conflans-sur-Lanterne
- Faverney
- Amoncourt